# 北田千尋 (ヴァイオリニスト)
北田 千尋（きただ ちひろ、1996年〈平成8年〉 - ）は、日本のヴァイオリニスト。広島県広島市出身。弦楽四重奏団・カルテット・アマービレの第2ヴァイオリン担当。

## 略歴
1996年（平成8年）生まれ。広島市出身。祖母の友人がヴァイオリンの先生で、2歳の時に先生の家で行われたクリスマスのパーティーで一番小さなヴァイオリンをプレゼントされ、3歳よりヴァイオリンを始める。
小学1年生の時、父親の転勤により東京都在住となり桐朋学園大学音楽学部附属子供のための音楽教室の仙川教室へ通う。
小学5年生の時，再び地元の広島に戻り子供のための音楽教室の広島教室に中学3年生まで通う。仙川教室でのソルフェージュは同級生ばかりのクラスで実施されたが、広島教室では様々な学年が集まるクラスで実施されたため，同じクラスの2～3歳年上のお姉さんたちに憧れつつ楽しく通った。
2011年（平成20年）、安田女子中学校3年生のとき第65回・全日本学生音楽コンクール全国大会で中学校の部の第1位と、併せて東儀賞、兎束賞、音楽奨励賞、ANA賞を受賞。同年、広島市長よりフェニックス賞を受賞。
2012年（平成24年）、桐朋女子高等学校音楽科に2012年（平成24年）度の奨学生として入学。同年、ヒロシマ平和創造基金による海外留学向けの第16回・奨学生に選ばれる。同年、石川県で行われる「いしかわミュージックアカデミー」でIMA奨励賞を受賞。同年、コジマ・ムジカ・コレギアで初めてオーケストラの一員として演奏する経験をする。同年、広島県教育委員会よりメイプル賞を受賞。
2013年（平成25年）度のヤマハ音楽振興会による音楽奨学支援の奨学生に選ばれる。
2015年（平成27年）、ミュージック・アカデミーinみやざきのマスタークラスを受講して奨励賞を受賞。その後2017年（平成29年）も受講して優秀な受講生が宮崎国際音楽祭に出演する教育プログラム「新星たちのコンサート」に出演したほか、2018年（平成30年）、2020年（令和2年）、2021年（令和3年）、2022年（令和4年）には同音楽祭の宮崎国際音楽祭管弦楽団の一員として出演。2015年（平成26年）3月、桐朋女子高等学校音楽科を卒業し、同年4月19日に紀尾井ホールで行われた平成26年度・桐朋学園音楽部門高校卒業演奏会に出演。同年、第11回・ルーマニア国際音楽コンクールの弦楽器部門において、特別賞のオーディエンス賞を受賞。同年4月から、桐朋学園大学音楽学部音楽学科弦楽器専攻へ進学し、青山音楽財団の2015年（平成27年）度と2016年（平成28年）度の奨学生にも選ばれ、青山財団奨学生成果披露演奏会「若き音楽家たちによる音の祭典」にも、2016年（平成28年）1月15日の第3回と2017年（平成29年）3月12日の第4回に出演。
2016年（平成28年）度の日本演奏連盟における新進演奏家国内奨学金制度「宗次エンジェル基金」の奨学生に選ばれる。
2019年（平成31年）3月、桐朋学園大学音楽学部音楽学科弦楽器専攻を卒業し、同年4月21日には卒業成績優秀者による大学卒業演奏会で演奏。同年4月から、桐朋学園大学大学院音楽研究科修士課程で篠崎功子に師事。同年4月からの2年間、福島育英会の奨学生に選ばれる。同年6月、第7回・仙台国際音楽コンクールのヴァイオリン部門で第4位となる。
2021年（令和3年）3月に桐朋学園大学大学院音楽研究科の修士課程を修了。同年9月から、ブリュッセル王立音楽院修士課程で堀米ゆず子に師事し、2021年（令和3年）度・明治安田クオリティオブライフ文化財団の奨学生にも選ばれる。
2022年（令和4年）9月、ブラチスラヴァにあるブラチスラヴァ舞台芸術アカデミー（英語: Academy of Performing Arts in Bratislava）主催の第1回・国際音楽コンクールで第2位となる。
2023年（令和5年）9月から、オランダにあるマーストリヒト音楽院（英語: Maastricht Academy of Music）に留学。
2024年（令和6年）7月1日より広島交響楽団のコンサートマスターに就任。

## 人物
長女。好きな食べ物は牛タン。
2021年（令和3年）時点で夢中になっていることは、YouTubeで赤ちゃんの成長記録を視聴すること。
カルテット・アマービレの仲間から呼ばれている愛称は「ちいや」「ちいちゃん」。カルテット・アマービレの仲間から見た性格は、穏やかで芯が強く物を無くしがち。

## エピソード
ヴァイオリンを川本義幸、小室瑛子、村上直子などに師事。室内楽を佐々木亮、銅銀久弥、徳永二男、磯村和英、池田菊衛、堤剛、山崎伸子、大山平一郎、練木繁夫（ドイツ語: Shigeo Neriki）、鈴木康浩、原田幸一郎などに師事。
独奏者としての演奏のほか、オーケストラでのゲストのコンサートマスターや室内楽奏者としても国内外のコンサートに出演。マルタ・アルゲリッチ、ダン・タイ・ソン、ポール・メイエ、イェルク・ヴィトマン、エルサレム・カルテット（英語: Jerusalem Quartet）などと共演。日本フィルハーモニー交響楽団、仙台フィルハーモニー管弦楽団、東京交響楽団、桐朋学園オーケストラ、プラハ国立歌劇場オーケストラ、スロヴァキア放送交響楽団など国内外の様々なオーケストラとも共演。霧島国際音楽祭、東京・春・音楽祭、別府アルゲリッチ音楽祭、プラハで開催される国際音楽祭ヤング・プラハ、スイスのクラン＝モンタナで行われるクランモンタナ音楽祭（英語: Crans Montana Classics）にも出演。霧島国際音楽祭には、カルテット・アマービレとして2016年（平成28年）にマスタークラスを受講し同音楽祭の賞を受賞しており、ダン・タイ・ソンと共演した2019年（令和元年）以降は毎年出演ししており、霧島国際音楽祭の管弦楽団であるキリシマ祝祭管弦楽団の一員としても舞台に立っている。
父親と弟は、YouTuberとして動画を投稿している。

## 出演

### 音楽番組
- クラシック音楽館（2021年6月20日、NHK Eテレ）
- 響け!若者たちのハーモニー 第56回MBCユースオーケストラ定期演奏会（2023年8月29日、MBC南日本放送）

### バラエティ
- どーんと鹿児島（2019年8月28日、2021年8月25、2022年8月24日、2023年8月30日、2024年9月11日、MBC南日本放送[注釈 4]）

### ラジオ
- クラシカル・ホリデー（2024年8月25日、9月1日、広島エフエム放送）